# Lothar Franz von Schönborn
Lothar Franz von Schönborn-Buchheim (4 de outubro de 1655 - 30 de janeiro de 1729) foi o arcebispo-eleitor de Mainz de 1694 a 1729 e o bispo de Bamberg de 1693 a 1729. Como arcebispo de Mainz, ele também foi arqui-chanceler do Sacro Império Romano. Lothar Franz von Schönborn é conhecido por encomendar vários edifícios barrocos, como o palácio Schloss Weissenstein.

## Família
Lothar Franz nasceu em Steinheim am Main, hoje um subúrbio de Hanau, em 4 de outubro de 1655, do conde Philipp Erwein von Schönborn (1607-1668) e Maria Ursula von Greiffenclau-Vollraths. Foi sobrinho de Johann Philipp von Schönborn, arcebispo de Mainz entre 1647 e 1673, e sobrinho-neto de Georg Friedrich von Greiffenklau, arcebispo de Mainz entre 1626 e 1629. Além disso, ele era tio do ramo de Schönborn-Buchheim, que incluía Johann Philipp Franz, Friedrich Karl, Damian Hugo Philipp e Franz Georg.

## Vida
Ele foi educado no Colégio Jesuíta de Aschafemburgo. Em 1665, Lothar Franz foi nomeado Domizellar (cânone) da Catedral de Würzburg, 1667 na Catedral de Bamberg . Ele recebeu um prebendário na Catedral de Mainz em 1674. Lothar Franz fez sua Grand Tour pela Holanda, França e Itália. Em seu biênio (período de preparação de dois anos), ele participou de 1673 a 1675 em Viena. Durante esse tempo, ele manteve uma postura de vida pró-imperial. Foi nomeado cânone de Bamberg em 1681 e em Würzburg em 1683. Para o bispo de Bamberg, ele viajou em várias missões diplomáticas e foi nomeado presidente da Câmara do Tribunal. Em 1689, ele foi Scholastikus (professor) e curador em Bamberg e cânone de Mainz. Ainda sendo um cânone, ele já influenciou o design artístico de Schloss Gaibach em Volkach após 1694.
Em 1693, Lothar Franz foi eleito bispo de Bamberg. Em setembro de 1694, foi nomeado bispo coadjutor de Anselm Franz von Ingelheim, em rivalidade com Franz Ludwig von Pfalz-Neuburg. Apesar de uma recomendação oposta do imperador, ele sucedeu Anselm Franz em 1695. Durante seu reinado, ele aumentou a tributação do capítulo da catedral e corroeu alguns de seus direitos. Em 1707, ele foi fundamental na conversão da protestante Elizabeth Christina de Brunswick-Wolfenbüttel ao catolicismo.
Em 1711, ele garantiu a eleição de Carlos VI da Áustria como Sacro Imperador Romano, e o coroou na Catedral de Frankfurt. Lothar Franz foi recompensado por Charles por sua lealdade com 100.000 guldens, com os quais iniciou a construção do Schloss Weißenstein em Pommersfelden, um palácio barroco com a maior galeria de arte de propriedade privada da Alemanha, ainda hoje pertencente à família Schönborn. Ele também construiu a nova residência dos bispos em Bamberg (1697-1703) e o Lustschloss Favorite em Mainz (1700-1722). Em 1726, Carlos VI concedeu ao Castelo de Palanok Mukacheve, Chynadiyovo e 200 vilarejos no Reino da Hungria (hoje parte da Ucrânia ), ao Eleitor Lothar Franz, que lhe enviou tropas para derrotar Francisco II Rákóczi, cuja propriedade havia sido anteriormente, e depois continuou a dar apoio político ao imperador. A propriedade, uma das maiores da Europa Oriental, permaneceu na família até o século XX.
Lothar Franz von Schönborn morreu em 30 de janeiro de 1729 em Mainz.

## Literatura
- RH Thompson: Lothar Franz von Schönborn e a diplomacia do eleitorado de Mainz. Do Tratado de Ryswick ao início da Guerra da Sucessão Espanhola, Springer Netherland 1973; ISBN 978-90-247-1346-2